# Doral, Florida
Doral är en stad (city) i Miami-Dade County, i delstaten Florida, USA. Enligt United States Census Bureau har staden en folkmängd på 46 789 invånare (2011) och en landarea på 35,9 km².